# Jihad El-Achkar
Jihad El-Achkar (arab. ‏جهاد الأشقر‎; ur. 13 stycznia 1962) – libański judoka. Olimpijczyk z Los Angeles 1984, gdzie zajął dwudzieste miejsce w wadze półlekkiej.

## Letnie Igrzyska Olimpijskie 1984
| Konkurencja | Eliminacje            | Klas. końcowa |
| Konkurencja | Przeciwnik I          | Miejsce       |
| ----------- | --------------------- | ------------- |
| 65 kg       | Jimmy Arévalo (ECU) P | 20.           |